# STS-109
STS-109 は、NASAのスペースシャトルで行なわれたハッブル宇宙望遠鏡の補修ミッションである。2002年3月にコロンビアで打ち上げられ、5回の船外活動で機材の交換と設置を完了した。これは、コロンビアで打ち上げから着陸まで完全に実施された最後のミッションでもある。

## 乗員
- スコット・アルトマン (3) 船長
- デュアン・キャリー（英語版） (1) 操縦手
- ジョン・グランスフェルド（英語版） (4) ペイロード・コマンダー
- ナンシー・J・カリー (4) ミッション・スペシャリスト
- ジェームズ・ニューマン (4) ミッション・スペシャリスト
- リチャード・リネハン（英語版） (3) ミッション・スペシャリスト
- マイケル・マッシミーノ（英語版） (1) ミッション・スペシャリスト

## ミッション・パラメータ
- 質量
  - 打上時： 116,989 kg
  - 着陸時： 100,564 kg
- 近地点： 486 km
- 遠地点： 578 km
- 軌道傾斜角： 28.5°
- 周期： 95.3 分

### 船外活動
| No.  | ミッション      | 担当者                       | 開始 (UTC)         | 終了 (UTC)         | 期間      | 作業内容                                                   |
| ---- | --------------- | ---------------------------- | ------------------ | ------------------ | --------- | ---------------------------------------------------------- |
| 213. | STS-109 - EVA 1 | グランスフェルド と リネハン | 2002年3月4日 06:37 | 2002年3月4日 13:38 | 7時間01分 | 右舷の太陽電池板を交換                                     |
| 214. | STS-109 - EVA 2 | ニューマン と マッシミーノ   | 2002年3月5日 06:40 | 2002年3月5日 13:56 | 7時間16分 | 左舷の太陽電池板とリアクションホイール装置 (RWA) を交換    |
| 215. | STS-109 - EVA 3 | グランスフェルド と リネハン | 2002年3月6日 08:28 | 2002年3月6日 15:16 | 6時間48分 | 電力制御ユニット (PCU) を交換                              |
| 216. | STS-109 - EVA 4 | ニューマン と マッシミーノ   | 2002年3月7日 09:00 | 2002年3月7日 16:30 | 7時間30分 | 微光天体カメラ (FOC) を掃天観測用高性能カメラ (ACS) に交換 |
| 217. | STS-109 - EVA 5 | グランスフェルド と リネハン | 2002年3月8日 08:46 | 2002年3月8日 16:06 | 7時間20分 | 赤外線観測装置 (NICMOS) 用の冷却システムを交換             |

## ミッションのハイライト

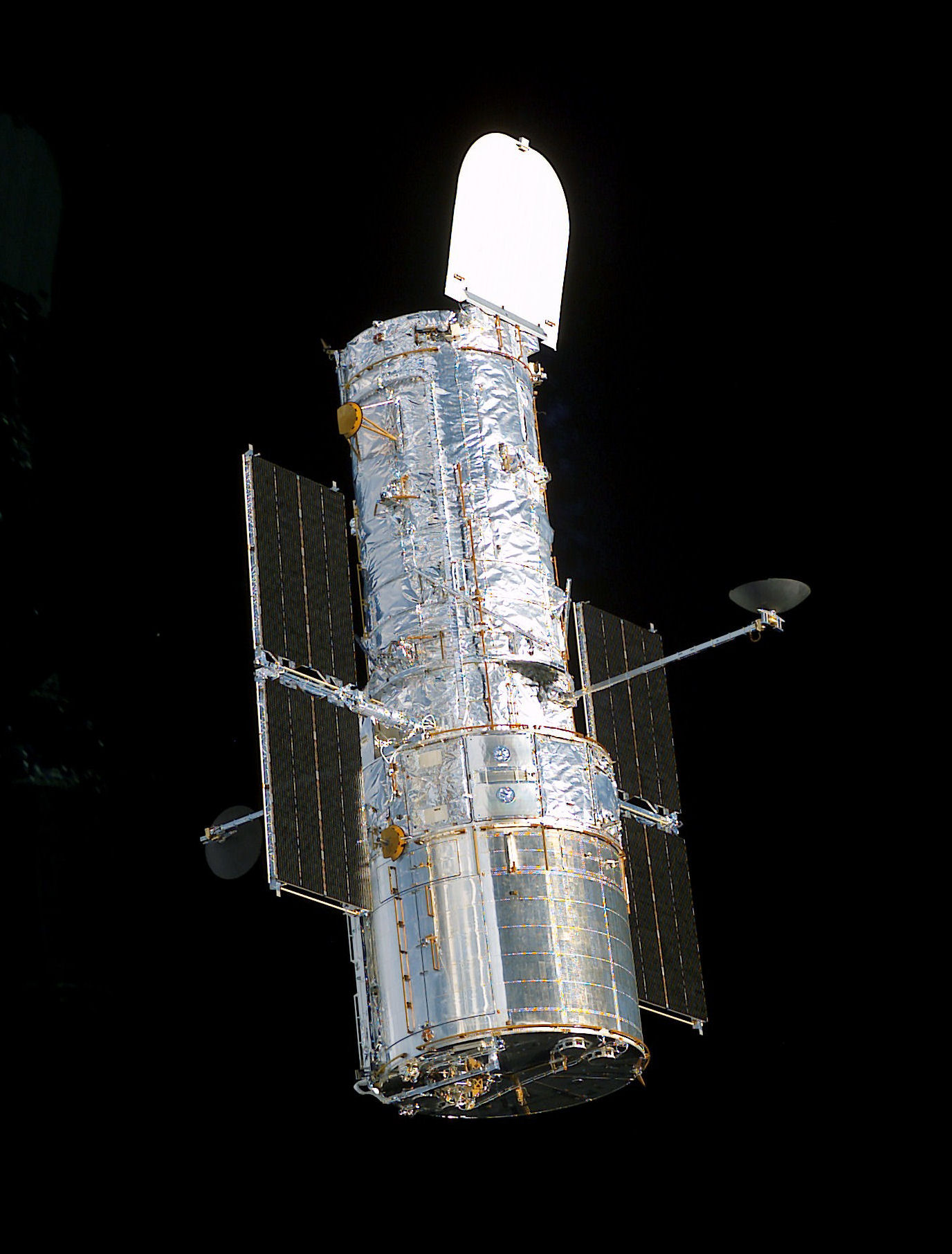
STS-109 乗員による整備を終えたハッブル宇宙望遠鏡

STS-109 は、ハッブル宇宙望遠鏡 (HST) の補修を目的としていた。コロンビアは、2年半に渡る広範囲の改良を受けた後の最初の飛行であった（前回の飛行はSTS-93）。ミッション中には、掃天観測用高性能カメラ (ACS)、新しい硬式太陽電池板 (SA3)、新しい電力制御ユニット (PCU)、赤外線観測装置 (NICMOS) 用の新しい冷却システムなどの科学機器が取り付けられた。また、HST の高軌道へのリブーストも行なわれた。

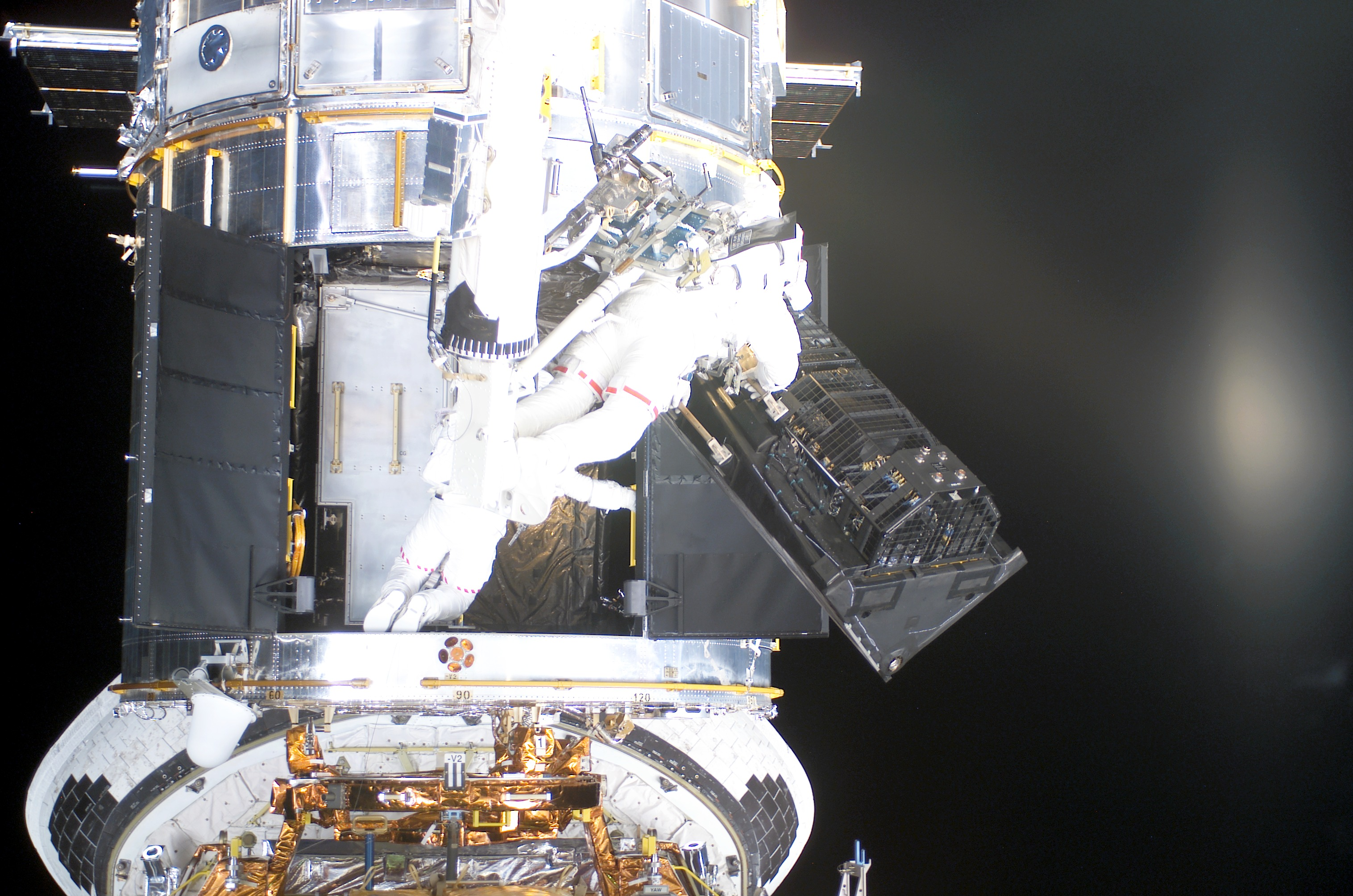
ACS取り付けのためにFOCを取り外している宇宙飛行士

STS-109 の乗員は、5日連続で合計5回の船外活動を行ない、ハッブル宇宙望遠鏡を補修・改良した。シャトル内の乗員は、船外活動者を支援した。ミッション・スペシャリストのナンシー・J・カリーは、シャトルのロボットアームを操作した。船長のスコット・アルトマンは、彼女のバックアップであった。操縦手のデュアン・キャリーとアルトマンは、ビデオと写真で船外活動を記録した。
船外活動を通して、新しい太陽電池板、新しいカメラ、新しい電力制御ユニット、リアクションホイール装置、NICMOS 用の試験的な冷却システムが取り付けられた。STS-109 での船外活動は、合計で35時間55分に及んだ。HST の補修は STS-109 の他に4回のミッション（STS-61、STS-82、STS-103、STS-125）で、船外活動は合計18回、129時間10分、14人の宇宙飛行士で行なわれた。

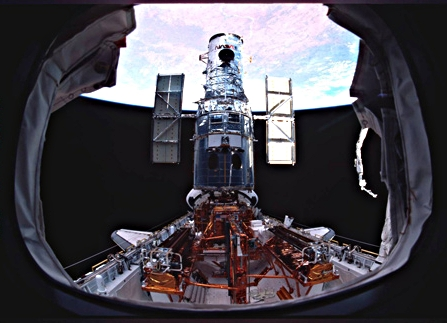
シャトルの貨物室から放出される直前のハッブル宇宙望遠鏡

次のコロンビアのミッション STS-107 の帰還時に全乗員が死亡する空中分解事故が起きたため、このミッションはコロンビアの最後から2番目の飛行でもある。
STS-109 は朝に打ち上げられたが、「夜間打ち上げ」であるとされている。それは、コロンビアの打ち上げが午前6時22分 EST で、午前6時47分の日の出の25分前だからである。